# Brunelle
Brunelle (Prunella) er en planteslægt, der er udbredt i Europa, Mellemøsten og Kaukasus. Det er stauder med opret vækst og ægformede, modsatte blade. Blomsterne sidder samlet i et endestillet aks. Her omtales kun de arter og hybrider, der er vildtvoksende i Danmark, eller som dyrkes her.
Ordet "brunelle" er afledt af "brun", der er lånt gennem nedertysk fra det franske ord "brun" = brun 
| Arter |

- Almindelig brunelle (Prunella vulgaris)
- Storblomstret brunelle (Prunella grandiflora)

| Hybrider |

- Hybridbrunelle (Prunella x webbiana)